# راي مارتن (سياسي)
راي مارتن هو سياسي كندي، ولد في 8 أغسطس 1941 في ديليا في كندا. حزبياً، نشط في Alberta New Democratic Party ‏. وقد انتخب عضو الجمعية التشريعية ألبرتا.